# Kaso
Das Kaso , auch Kasok oder Kasoq genannt, ist ein Schwert aus Sumatra.

## Beschreibung

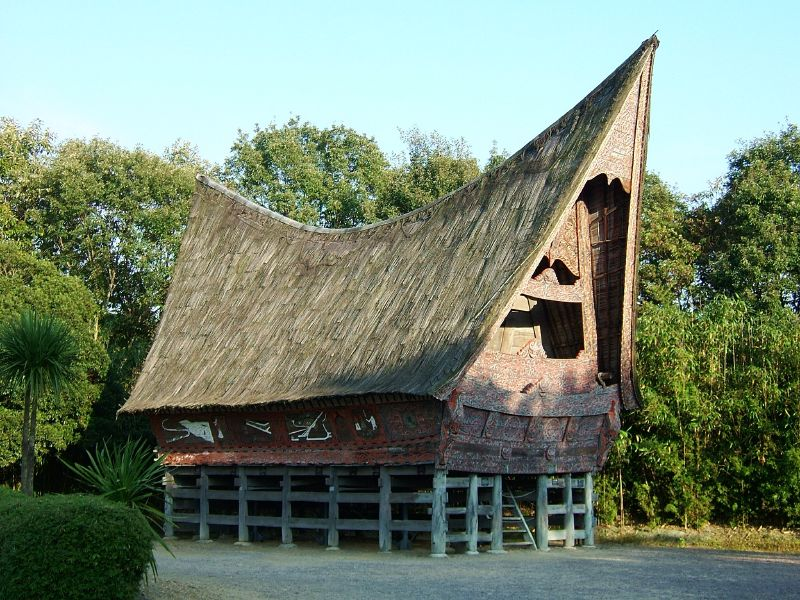
Typisches Pfahlbau-Haus auf Sumatra. Bezug zur Verwendungsweise des Kaso

Das Kaso hat eine gerade, zweischneidige Klinge. Die Klinge wird vom Heft zum Ort schmaler und läuft keilförmig zum Ort. Sie hat einen starken Mittelgrat und erinnert an ein europäisches Rapier. Das Heft ist rund gearbeitet und wird zum Knauf hin dicker. Der Knauf ist kugelförmig. Am Übergang zwischen Heft und Klinge ist eine metallene Zwinge angebracht, die zur besseren Befestigung dient. Das Kaso wurde dazu benutzt, Racheaktionen gegen Feinde auszuführen, indem der Träger des Schwertes sich unter ein Haus begab und auf seinen Kontrahenten durch den Hausboden einstach. Das Kaso wird von Ethnien aus Sumatra benutzt.